# ریخته
ریخته (اردو:ریخته، هندی:रेख़्ता) گویشی فارسی شده از زبان اردو است. این گویش در اصل از گویش کاریبولی بوده‌است، در گذر زمان هندی، هندوستانی، هندوی و اردو هم خوانده‌شده و در واقع نیز با اردو تقریباً یکی است، امروزه بیشتر کاربرد آن در شعر اردو است.